# La legge del deserto
La legge del deserto (Those in Peril) è un romanzo d'avventura di Wilbur Smith pubblicato nel 2011. È il primo capitolo del ciclo di Hector Cross.
Il libro è divenuto un best seller negli Stati Uniti secondo la classifica del New York Times Book Review e in Italia ha raggiunto il primo posto nella classifica degli ebook più venduti. Il secondo capitolo della serie, intitolato Vendetta di sangue, è stato pubblicato nel 2013.

## Trama

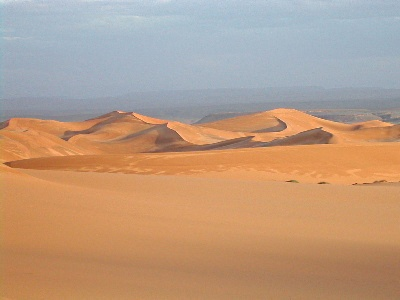
Un deserto africano

Hazel Bannock è una delle donne più ricche d'America, avendo ereditato dall'anziano marito deceduto la Bannock Oil Corporation, una prestigiosa azienda petrolifera che opera in varie parti del mondo, tra cui a Sidi el Razig, nel Golfo Persico. Un clan di pirati somali mette gli occhi sulla sua enorme ricchezza e decide di organizzare il rapimento della giovane figlia di Hazel, Cayla Bannock. La ragazza, che si trova a Parigi per motivi di studio, viene sedotta da Adam, un ragazzo di colore che in realtà è il nipote dello sceicco Tippu Tip, capo del clan somalo. Adam riesce a farsi assumere, grazie all'intervento di Cayla, nel personale della lussuosa imbarcazione di proprietà di Hazel, l'Amorous Dolphin, che partendo da Città del Capo deve raggiungere l'isola di Seychelles, dove la famiglia Bannock trascorrerà le imminenti vacanze. Per un caso fortuito, Hazel non si trova a bordo, avendo deciso di recarsi a Sidi el Razig per un'ispezione alla sede della sua azienda. Qui la donna incontra Hector Cross, ex ufficiale della SAS e proprietario della Cross Bow, l'agenzia che si occupa di garantire la sicurezza della Bannock Oil. Tra i due c'è subito un'attrazione, anche se Hazel si mostra piuttosto ostile nei confronti di Hector. Ma quando la donna viene a sapere del rapimento della figlia e capisce che il governo degli Stati Uniti non può esserle di grande aiuto, la cosa più naturale per lei è rivolgersi proprio a Hector, con il quale inizia una grande storia d'amore. Prende così il via un'intensa ed emozionante avventura per la ricerca di Cayla e, una volta trovata e liberata, per la sopravvivenza e la fuga attraverso l'arido deserto africano. Nel frattempo Hector scopre che ha dei conti in sospeso proprio con i rapitori della ragazza e che qualcuno dei suoi uomini è pronto a tradirlo.

## Accoglienza
In un suo articolo Christopher Bray dell'Express descrive la trama come piuttosto prevedibile e con qualche cliché ma anche capace di sfidare chiunque lo abbia preso in mano a rimetterlo a posto, infatti, afferma, le vicende sono davvero emozionanti.
L'articolista di Publishers Weekly ha affermato che "le vaste legioni di fan dell'autore senz'altro abbracceranno l'azione vivida, i personaggi maestosi e la prosa accesa, con il solito entusiasmo".
Sono stati acquisiti i diritti per un film.

## Edizioni
- Wilbur Smith, La legge del deserto, traduzione di Giampiero Hirzel, collana La Gaja Scienza, Longanesi, 2011,  p. 464, ISBN 9788830425095.

- Wilbur Smith, La legge del deserto, traduzione di Giampiero Hirzel, I Grandi TEA, TEA, 2012,  p. 464, ISBN 9788850228867.

- Wilbur Smith, La legge del deserto, traduzione di Giampiero Hirzel, Super TEA, TEA, 2013,  p. 464, ISBN 9788850234004.

- Wilbur Smith, La legge del deserto, traduzione di Stefano Giorgianni, HarperCollins, 28 gennaio 2021,  p. 528, ISBN 9788869058196.